# Parque Nacional do Rio Keep
O Parque Nacional do Rio Keep é um parque nacional localizado no Território do Norte, a 418 km a sudoeste de Darwin e 468 km a oeste de Katherine. A cidade mais próxima é Kununurra, no estado da Austrália Ocidental.